# Thần kinh vai sau
Thần kinh vai sau (hay thần kinh lưng vai) xuất phát từ đám rối thần kinh cánh tay, từ rễ đám rối (nhánh trước) của thần kinh sống cổ V. Thần kinh chui qua cơ bậc thang giữa, đi sâu vào cơ nâng vai và các cơ trám.
Thần kinh chi phối vận động cho các cơ trám (kéo xương vai về phía cột sống và cơ nâng vai (nâng xương vai lên trên)
Tổn thương thần kinh khi bệnh nhân tổn thương vùng phía ngoài xương vai. Bệnh nhân không ép vai ra phía sau được. Tổn thương thần kinh vai sau hiếm gặp, nhưng các trường hợp báo cáo có liên đới đến tổn thương cơ bậc thang.
Thần kinh đồng hành với một trong hai động mạch: hoặc là động mạch vai sau (động mạch này có nhiều biến thể ở người), hoặc là nhánh sâu của động mạch ngang cổ (khi không có động mạch vai sau).

## Ảnh

Sơ đồ đám rối thần kinh cánh tay